# 志津屋

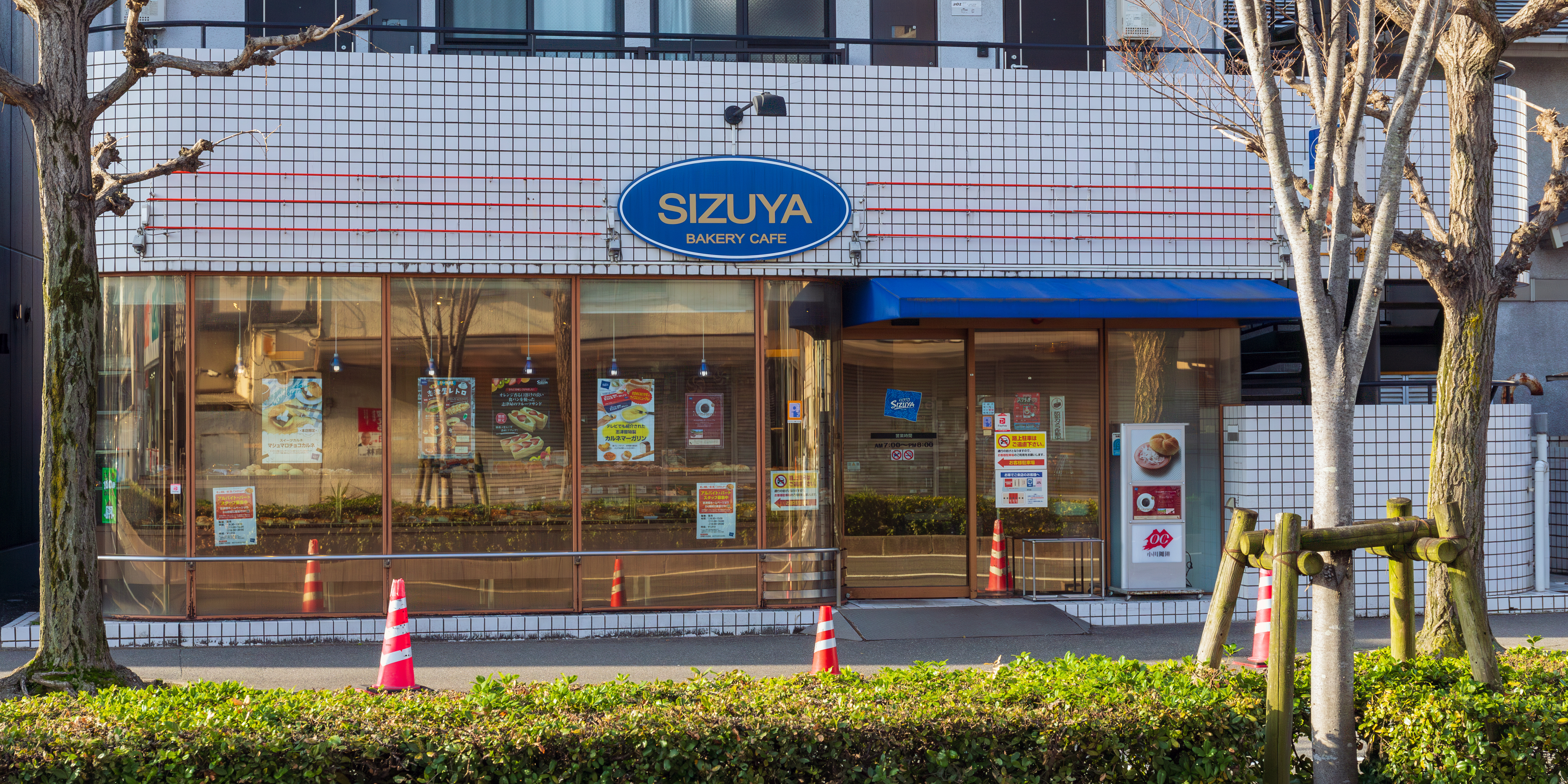
本店（京都市右京区）

株式会社志津屋（しずや）は、京都市右京区に本社を置く製パン会社である。
2024年1月時点で京都市内を中心に21の直営店舗を構えており、全店で1日に1万2000人の利用客がある。

## 歴史
1948年に創業。当時は河原町でパンや洋菓子の委託販売を行う個人商店であったが、1951年に第1号店舗を出店し「志津屋」を設立した。社名は創業者の妻の名前「志津子」から採られている。太平洋戦争後で物資不足の時代であり、砂糖を蜂蜜で代用していた。また、当初はパンだけでは経営が成り立たず、ケーキなどの洋菓子も取り扱ったり、店内に喫茶コーナーを設けてコーヒーや軽食を提供したりしていた。喫茶コーナーで販売していた39円のコーヒーは「サンキューコーヒー」として人気を集め、志津屋の名前が広まるきっかけとなった。1960年代 - 1970年代にはピザの宅配も行っていた時期がある。
- 1948年：河原町六角下ルに創業者が個人経営のパン・洋菓子委託加工取次店を創業[4]。
- 1951年：河原町通蛸薬師下ルに四条店を出店、「株式会社志津屋」設立[4]。
- 1957年：河原町二条に本社工場を建設[4]。
- 1982年：右京区山ノ内に新工場を建設し、本社を移転[4]。
- 1989年：JR京都駅内に京都駅店を出店[4]。
- 2009年：京都市営地下鉄四条駅・烏丸御池駅に出店[7]。
- 2012年：あんぱん専門店「SIZUYAPAN」をオープン[8][9][10]。

## 主な商品
カルネ
丸いフランスパンにハムと玉ねぎ、マーガリンを挟んだサンドイッチ。1975年頃、2代目社長がドイツへ視察に行き、早朝のミュンヘン中央駅構内でカイザーゼンメルを用いたサンドイッチと出会ったことから生まれた。志津屋で最も人気がある商品で、全店で1日に6,000個から8,000個販売される。最もスタンダードな「京かるね」のほか、「ペッパーカルネ」「チーズカルネ」などのバリエーションがある。「カルネ」という名称はパリ地下鉄の回数券 (carnet) に由来し、「何度でも買ってほしい」「何度でも来店してほしい」という願いを込めて命名された。
元祖ビーフカツサンド
特製ソースを塗ったビーフカツをトーストで挟んだサンドイッチ。創業当時から販売されており、カルネと並ぶ人気商品。
カスクート
ハムとチーズを堅いフランスパンで挟んだもの。

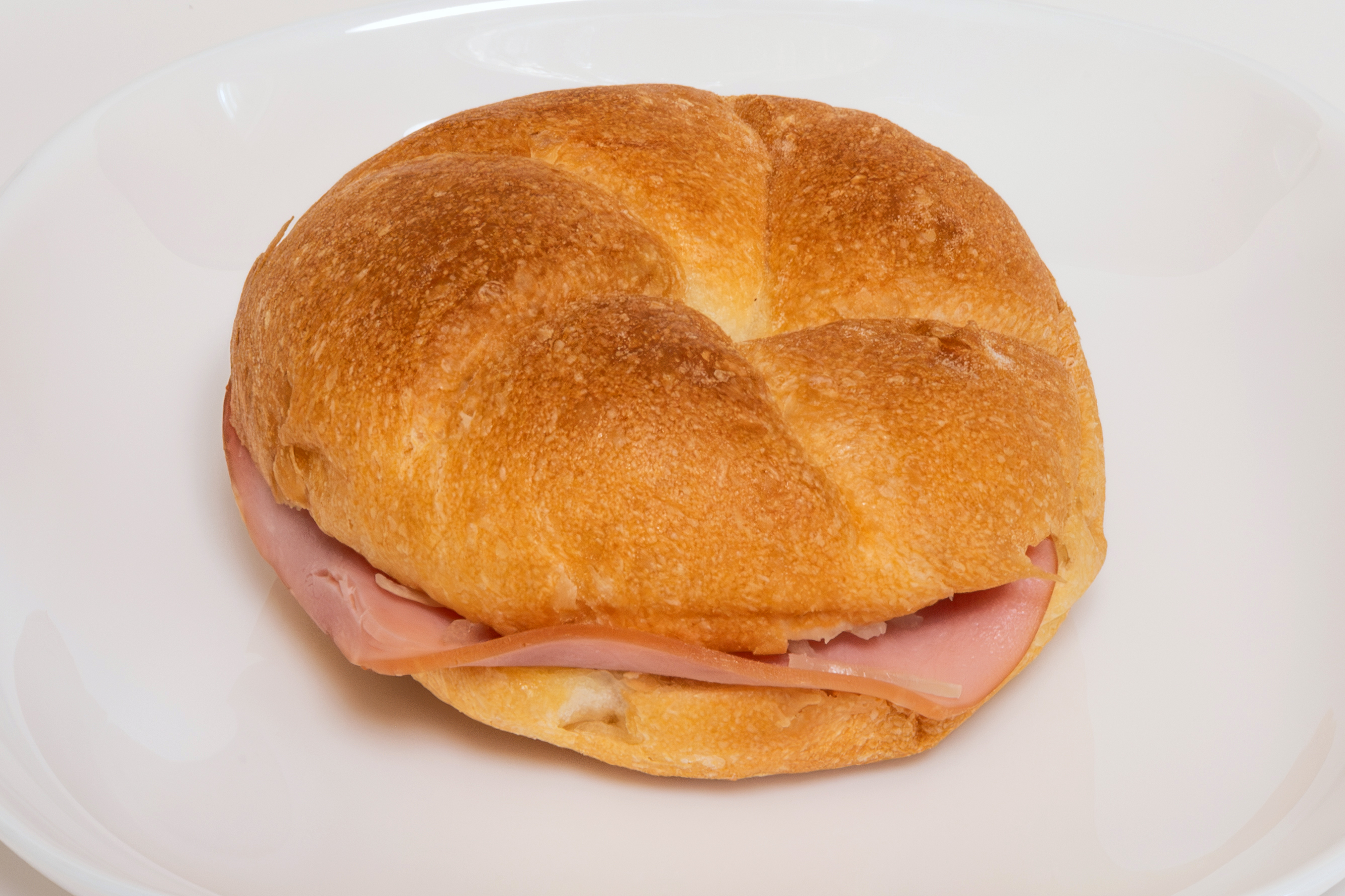
カルネ
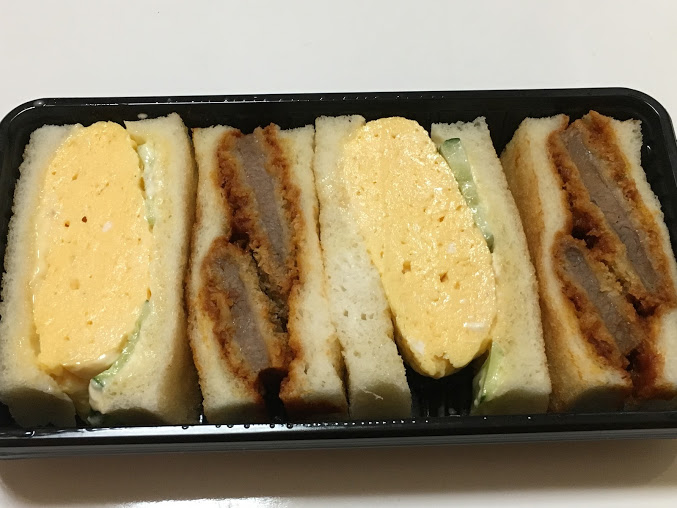
ビーフカツサンドとオムレツサンド

## 店舗

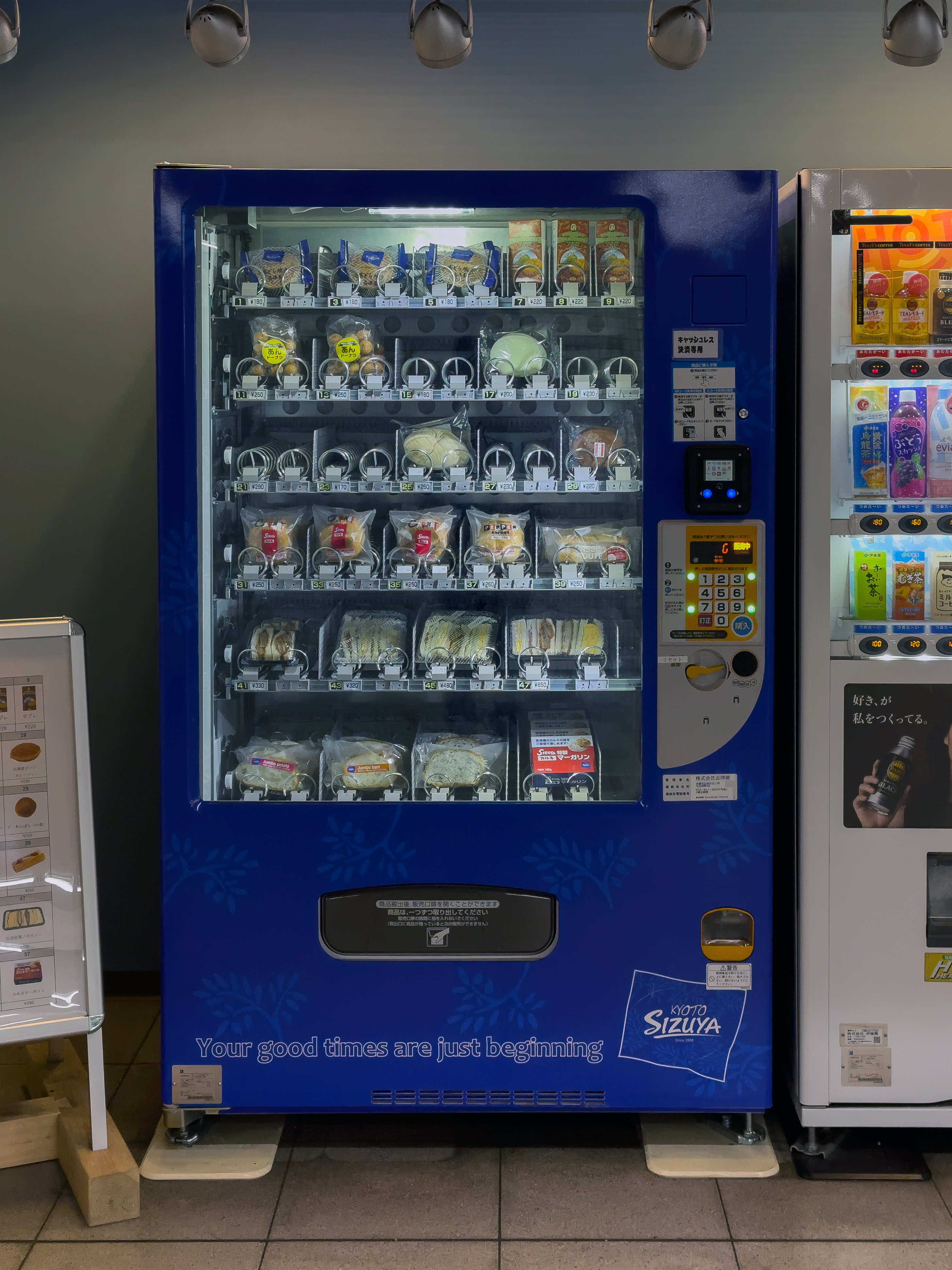
烏丸御池駅構内に設置された自動販売機

2024年1月時点で京都市内に20店舗、大阪府枚方市に1店舗が営業しており、右京区山ノ内の御池通沿いに本店と本社工場がある。路面店のほか、京都駅・二条駅などの鉄道駅構内や、洛北阪急スクエア・イオンモール京都桂川などのショッピングセンター内への出店もある。
また、京都市営地下鉄の京都駅・四条駅・烏丸御池駅構内に志津屋の自動販売機が設置されており、一部の商品が購入できる。